# Cyathea welwitschii
Espèce
Cyathea welwitschii est une espèce de plantes de la famille des Cyatheaceae et du genre Cyathea. C'est une fougères arborescentes tropicales endémique de Sao Tomé-et-Principe.
Son épithète spécifique welwitschii rend hommage au botaniste autrichien Friedrich Welwitsch.